# Je m'abandonne à toi (film)
Série Cycle Militaire
La Beauté du Monde
(2023) L'Agneau
(2025)
Série Cycle des Abbés
Que notre joie demeure
(2024)
Pour plus de détails, voir Fiche technique et Distribution.
Je m'abandonne à toi est un film français réalisé par Cheyenne Carron et sorti en 2023.
Il constitue le dernier volet d'un polyptyque que la réalisatrice a consacré au monde militaire - Jeunesse aux cœurs ardents (2018), Le soleil reviendra (2020) et La Beauté du monde (2021) -, chaque film abordant différentes facettes du monde militaire et marque le début d'un triptyque consacré à la figure du prêtre catholique. En 2025, le film connaitra une suite avec L'Agneau.

## Synopsis
Aumônier à la Légion étrangère, le père Paul est plongé dans la souffrance que la guerre apporte. Alternativement, il accompagne mourants, épouses parfois meurtries, soldats tourmentés et proches accablés. De son côté : Paul, quant à lui, tente de réconforter un autre être cher : sa mère qui l'aime mais ne le comprend plus,. 

## Fiche technique
- Titre original : Je m'abandonne à toi
- Titre international : Surrender to You
- Réalisation : Cheyenne Carron
- Scénario : Cheyenne Carron
- Photographie : Aurélien Dubois
- Costumes : Marina Massocco
- Décors : Vincent Brière
- Son : Jérôme Schmitt
- Mixage : Mikaël Barre
- Montage : Yannis Polinacci
- Production : Hésiode Productions
- Pays : France
- Durée : 119 minutes
- Date de sortie : France - 22 mars 2023

## Distribution
- Johnny Amaro : Père Paul, l'aumônier catholique à la Légion étrangère[4].
- David Benhamou : Aaron, le rabbin à la Légion étrangère.
- Leila Dacli : Anne-Loraine, l'aumônière protestante
- Laurent Borel : Luc, le berger
- Pierre-Yves Touzot : le moine
- Claudia Fortunato : l'épouse du légionnaire en fin de vie
- Augustin de Winter : Karl, le légionnaire (sous le nom d'Augustin Guibert)
- Majida Gomary : Kalia, l'aumônière musulmane.
- Anne Sicard : la mère de Paul
- Morgane Housset : Anna
- Inna Oziard : la mère du soldat ukrainien
- Léopold Bellanger : un légionnaire
- Thierry Deniau : le chef de corps
- Timothée Vaganay: Julien, invité au repas[5]
- Marie-Laure Brossolasco : la chanteuse d'opéra

## Autour du film
Non soutenue par les canaux traditionnels, Cheyenne Carron a dû trouver elle même ses financements.
Je m'abandonne à toi est la seconde collaboration entre l'acteur Johnny Amaro et la réalisatrice. Le titre du film est inspiré d'un extrait d'une prière de Charles de Foucauld.